# Laghi di Cardeto
I Laghi di Cardeto sono un gruppo di laghetti alpini che si trovano nelle Prealpi Orobie, nella val Grabiasca, laterale della val Seriana, in territorio amministrativo di Gandellino.
Questi si adagiano in una conca naturale posta nella località omonima sita sulle pendici del monte Madonnino, a un'altezza media di 1.790 m.s.l.m., in cui confluiscono le acque provenienti dallo scioglimento delle nevi e dalle frequenti precipitazioni. I principali sono il lago Basso, posto a 1.708 m.s.l.m. e con una superficie di circa 7.500 m², il lago di Mezzo (1.798 m.s.l.m. con superficie di 4.000 m²) ed il lago Alto (1.862 m. s.l.m. e 4.000 m²), ai quali vanno aggiunti altri piccoli specchi d'acqua di entità ridotta ed assai variabili, che arrivano a prosciugarsi nei periodi più secchi.
La via più semplice per raggiungerli parte da Ripa, frazione di Gromo, ed è contrassegnata dal segnavia del CAI numero 233. Una volta usciti dalla pineta il panorama si apre mostrando scenari di alto impatto naturalistico ed offre un percorso ad anello (indicato con il segnavia 233A) che tocca tutti i piccoli specchi d'acqua presenti nella piana.
Sempre sul versante seriano, si può salire da Grabiasca, contrada di Gandellino, seguendo prima il sentiero 255 e poi il 256.
Inoltre è possibile accedervi tramite il Passo della Portula, che costituisce la testata della valle, a sua volta raggiungibile sia da Valgoglio (sentiero numero 230), che dalla val Brembana mediante il sentiero che sale dal Rifugio Fratelli Calvi (segnavia 226).